# L. P. Hartley

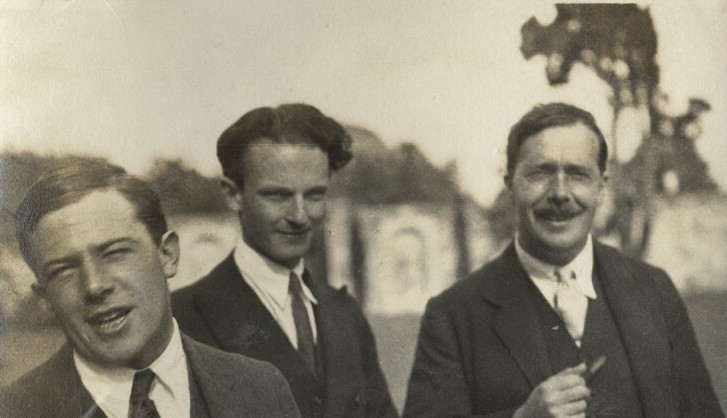
(v. l. n. r.) Sir Maurice Bowra, Sylvester Govett Gates und L. P. Hartley

Leslie Poles Hartley CBE (* 30. Dezember 1895 in Whittlesey, Cambridgeshire; † 13. Dezember 1972 in London) war ein britischer Schriftsteller.

## Leben
Leslie Hartley kam als Sohn eines Anwalts zur Welt; zu dieser Zeit erzielte dieser Erfolge in der Baubranche. Seine Eltern waren liberale Methodisten; und seine ersten Lebensjahre fielen mit dem Aufstieg der Familie vom Mittelstand in die Schicht der Neureichen zusammen. Der Aufstieg erlaubte 1900 den Erwerb des Schlösschens Fletton Tower in Peterborough in der Grafschaft Cambridgeshire. Hartley besuchte das Internat Harrow, in dem er mit seinem wesleyanisch-methodistischen Hintergrund zunächst als Außenseiter galt. Um dazu zu gehören, wurde er 1911 Mitglied der Anglikanischen Kirche.
Die meisten der Vertrauten wussten um seine Homosexualität; und seine Mutter (die 1948 starb) bedrängte ihn zeit ihres Lebens, er möge doch auf den Familiensitz zurückkehren. Von 1922 bis zum Beginn des Zweiten Weltkriegs verbrachte er viel Zeit in Venedig; 1925 erschien sein erstes längeres Prosawerk, die Novelle Simonetta Perkins, die ebenfalls in Venedig angesiedelt ist. Seine Tätigkeit als Literaturkritiker und Buchrezensent, viele Reisen sowie gesellschaftliche Verpflichtungen hielten ihn oft vom Schreiben eigener Werke ab.
Erst 1944 (mit 49 Jahren) veröffentlichte er seinen ersten vollumfänglichen Roman The Shrimp and the Anemone, der Auftakt einer dreiteiligen, in Großbritannien populären Buchreihe um die Geschwister Eustace und Hilda war. Von dieser Zeit bis zu seinem Tod 1972 war Hartley ein produktiver Schriftsteller, der diverse Romane und Erzählbände veröffentlichte und darüber hinaus Vorträge hielt. Als er im Mai 1952 mit der Arbeit an seinem bekanntesten Werk The Go-Between begann, „war Hartleys Erfahrungswelt die eines Menschen, der sich in seiner selbstgewählten Umgebung anhaltend unwohl fühlt, der sich ein Regelwerk aneignen mußte, um überhaupt dazuzugehören. Nichts war selbstverständlich für ihn“, wie Colm Tóibín ihn beschrieb.
Hartley leitete zeitweise die englische Sektion des P.E.N. und war auch Mitglied des Vorstands der Schriftstellergewerkschaft Society of Authors.

## Werk
In seinen Ausführungen über Hartley schreibt über ein wiederkehrendes Thema des Schriftstellers: „Die Sehnsucht nach einem idealisierten England, das er in seiner Kindheit und frühen Jugend noch erlebt zu haben glaubte, verließ ihn nie mehr, und seine Romane und Erzählungen inszenieren das Drama, das aus seiner eigenen unklaren Stellung und dem liebenden Verlangen nach einer Zeit der Kindheit entstand: eine Welt, die stets mit ihrer Zerstörung rechnet, fleischgewordene Verunsicherung.“ Gesellschaftsregeln, moralische Dilemma und unglückliche Liebesbeziehungen tauchen entsprechend häufig in Hartleys Romanen auf.
Als eines seiner Hauptwerke gilt The Go-Between, der unter anderem von Ian McEwan als großer Einfluss auf dessen Roman Abbitte bezeichnet wurde. Der Roman erschien unter dem Titel Der Zoll des Glücks erstmals 1956 in der Übertragung von Maria Wolff auf Deutsch. Diese Übersetzung wurde ein halbes Jahrhundert später von Adrian Stokar revidiert und ergänzt. Diese Neufassung erschien 2008, wobei der englische Originaltitel unübersetzt blieb. 2019 erschien eine Neuübersetzung von Wibke Kuhn unter dem Titel Ein Sommer in Brandham Hall im Eisele Verlag.

## Auszeichnungen (Auswahl)
- 1947: James Tait Black Memorial Prize für Eustace and Hilda
- 1954: Heinemann Award für The Go-Between
- 1956: Commander of the Order of the British Empire in den Ehrungen an Neujahr 1956
- 1972: Companion of Literature der Royal Society of Literature[4]

## Werke (Romane, Novellen und Kurzgeschichten)
- Night Fears, 1924 (Kurzgeschichten)
- Simonetta Perkins, 1925
- The Killing Bottle, 1932 (Kurzgeschichten)
- The Shrimp and the Anemone, 1944 (Eustace and Hilda Trilogy I; dt. Das Goldregenhaus, Hamburg 1948)
- The West Window, 1945
- The Sixth Heaven, 1946 (Eustace and Hilda Trilogy II; dt. Der sechste Himmel, Hamburg 1948)
- Eustace and Hilda, 1947 (Eustace and Hilda Trilogy III; dt. Eustace und Hilda, Hamburg 1949)
- The Travelling Grave and Other Stories, 1948 (Kurzgeschichten)
- The Boat, 1949 (dt. Das Boot, Tübingen 1961)
- My Fellow Devils, 1951
- The Go-Between, 1953 (dt. Der Zoll des Glücks, München 1956; Ein Sommer in Brandham Hall, Zürich 1990 und The Go-Between, Zürich 2008; Ein Sommer in Brandham Hall, München 2019)
- The White Wand and Other Stories, 1954 (Kurzgeschichten)
- A Perfect Woman, 1955
- The Hireling, 1957 (dt. Botschaft für Lady Franklin, Tübingen 1958)
- Facial Justice, 1960
- The Bachelors, 1960
- Two for the River, 1961 (Kurzgeschichten)
- The Brickfield, 1964
- The Betrayal, 1966
- The Novelist's Responsibility, 1967
- Poor Clare, 1968
- The Collected Short Stories of L. P. Hartley, 1968
- The Love-Adept: A Variation on a Theme, 1969
- My Sisters' Keeper, 1970
- Mrs. Carteret Receives, 1971 (Kurzgeschichten)
- The Harness Room, 1971
- The Collections: A Novel, 1972
- The Will and the Way, 1973
- The Complete Short Stories of L. P. Hartley, 1973
- The Collected Macabre Stories, 2001

## Verfilmungen (Auswahl)
- 1971: Der Mittler (The Go-Between), Regie: Joseph Losey, Drehbuch: Harold Pinter, mit Julie Christie, Alan Bates und Edward Fox u. a. (gewann die Goldene Palme in Cannes)
- 1973: Botschaft für Lady Franklin (The Hireling), Regie: Alan Bridges, mit Robert Shaw und Sarah Miles u. a. (ebenfalls Gewinner der Goldenen Palme in Cannes)
- 1978: Three Dangerous Ladies, Episodenfilm, Teil The Islanders mit John Hurt
- 2015: The Go-Between (Fernsehfilm), mit Jim Broadbent, Vanessa Redgrave, Joanna Vanderham u. a.